# Têtes à Claques
Têtes à Claques (čti Tet a Kla'k) je kanadská humoristická webová stránka založená Michelem Beaudetem, kterou denně navštěvuje přes milion uživatelů internetu. Lze zde nalézt krátké humorné spoty postav, které autor sám vytvořil a propůjčil jim hlas, oči a ústa. Tyto postavy promlouvají francouzsky, avšak nejčastěji francouzsko-kanadským dialektem. Rozdíl mezi původní a kanadskou francouzštinou bývá často hlavním zdrojem humoru. Témata jednotlivých dílů obvykle reagují na běžné životní situace. Kvůli velkému zájmu se autor rozhodl rozšířit tým, který stránky vyrábí. Têtes à Claques je velmi populární nejen v Kanadě, ale i ve Francii. 